# Max von Romberg
Pour les articles homonymes, voir Romberg.
Maximilian Konrad Joseph baron von Romberg (né le 6 septembre 1824 à Brunn, arrondissement de Ruppin (de) et mort le 22 septembre 1904 dans la même ville) est un propriétaire d'un fidéicommis et député du Reichstag.

## Origine
Ses parents sont Wilhelm Gisbert Konrad Ludwig Philipp Ferdinand von Romberg (né le 11 novembre 1788 et mort le 5 mars 1856) et son épouse, la comtesse Eleonore Caroline Frederike Amalie von Wangenheim (de) (née le 22 octobre 1794 et mort le 9 janvier 1872).

## Biographie
Romberg est premier lieutenant prussien et propriétaire du château de Gerdauen, en tant que tel également membre de la Chambre des seigneurs de Prusse
De 1867 à 1871, il est député du Reichstag de la Confédération de l'Allemagne du Nord pour le Parti conservateur et la 10e circonscription de Königsberg. À ce titre, il est également membre du Parlement des douanes de 1868 à 1870. De 1871 à 1874, il est député du Reichstag pour le Parti conservateur et la 10e circonscription de Königsberg (Rastenburg (de)-Friedland-Gerdauen).

## Famille
Il se marie le 12 octobre 1849 avec la comtesse Bertha von Itzenplitz (né le 9 avril 1829) de la maison Friedland-Cunersdorf, fille de Heinrich Friedrich von Itzenplitz.